# Райхенау (Каринтия)
Райхенау (нем. Reichenau (Kärnten)) — коммуна (нем. Gemeinde) в Австрии, в федеральной земле Каринтия.
Входит в состав округа Фельдкирхен. Население составляет 2019 человек (на 31 декабря 2005 года). Занимает площадь 114,17 км². Официальный код — 2 10 07.

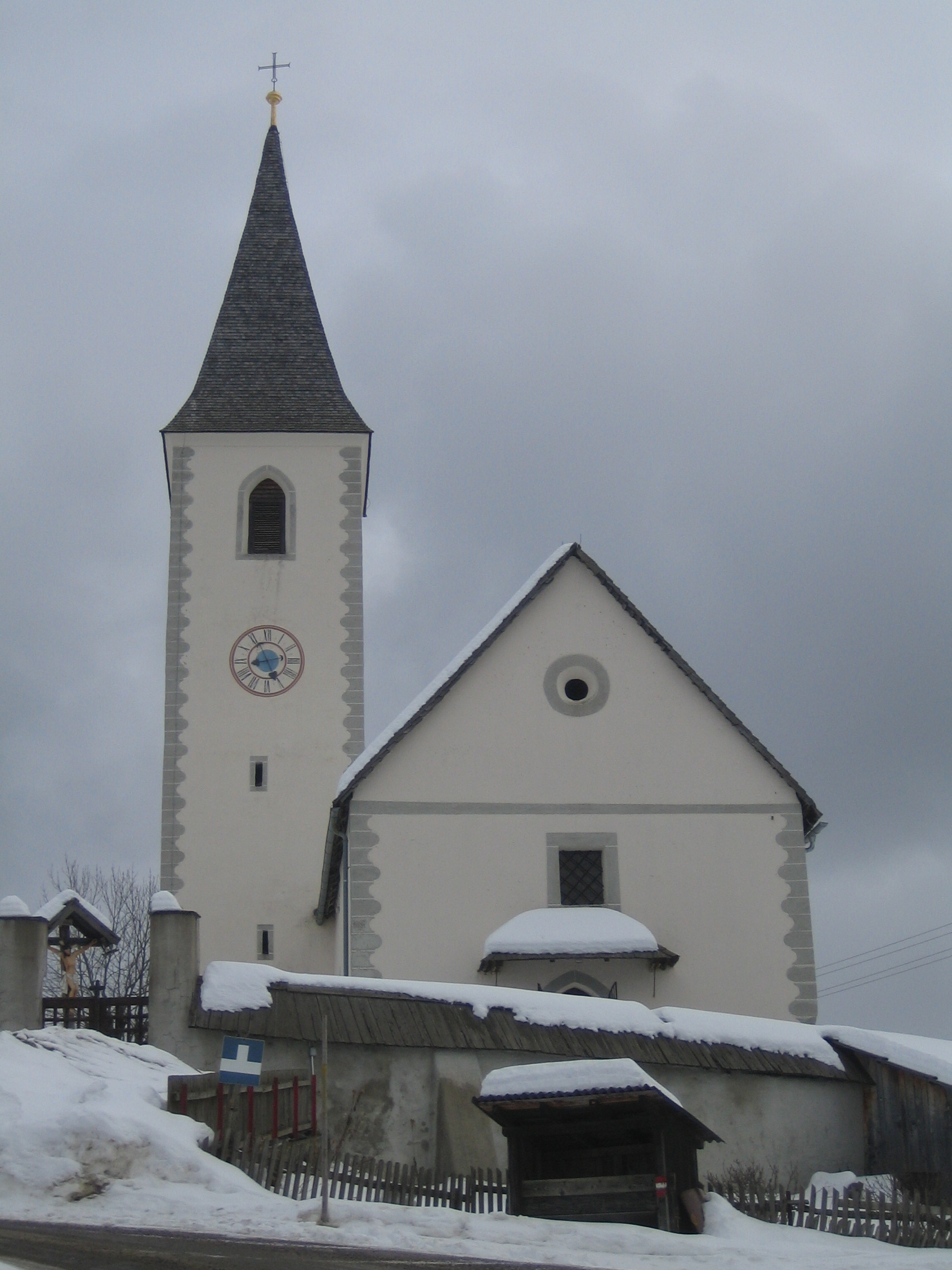
Райхенау

## Политическая ситуация
Бургомистр коммуны — Карл Лессиак (СДПА) по результатам выборов 2003 года.
Совет представителей коммуны (нем. Gemeinderat) состоит из 19 мест.
- СДПА занимает 10 мест.
- АБА занимает 6 мест.
- АНП занимает 3 места.